# Carlos de Cárdenas
Carlos Teodor de Cárdenas Culmell (Havana, 2 de janeiro de 1904 — Miami, 24 de setembro de 1994) foi um velejador cubano, medalhista olímpico. Ele competiu nos Jogos Olímpicos de Verão de 1948 na classe Star e conquistou a medalha de prata na disputa a bordo do Kurush III com seu filho Carlos de Cárdenas Jr.. Além disso, foi campeão mundial da mesma classe em 1954 e 1955; em 1943, conquistou a medalha de bronze neste campeonato.